# Оранжерея (Елагин остров)
Оранжерея Елагинского дворца — памятник архитектуры. Расположен в Санкт-Петербурге, современный адрес дома — Елагин остров, 2.
В XVIII веке первое здание оранжереи было построено на этом месте для И. П. Елагина. В 1819—1821 годах при перестройке для нового владельца К. И. Росси построил на месте старого новое сооружение в стиле классицизма, сохранив фундамент и стены. Здание состоит из трёх каменных двухэтажных павильонов: большого центрального (бывшего зимнего сада) и двух, предназначавшихся для жилья, связанных с основным низкими галереями-теплицами.
Здание оформлено декоративными скульптурами — павильоны украшены гермами, отлитыми из чугуна на Петербургском чугунолитейном заводе, и орнаментальными лепными вставками, выполненными по моделям С. С. Пименова.
Вид здания не подвергался изменениям, были лишь переделаны перекрытия теплиц.
В оранжерейном корпусе с 2000 года располагается «Музей художественного стекла», основой которого стала коллекция закрытого в 1996 году Ленинградского завода художественного стекла.

## Галерея

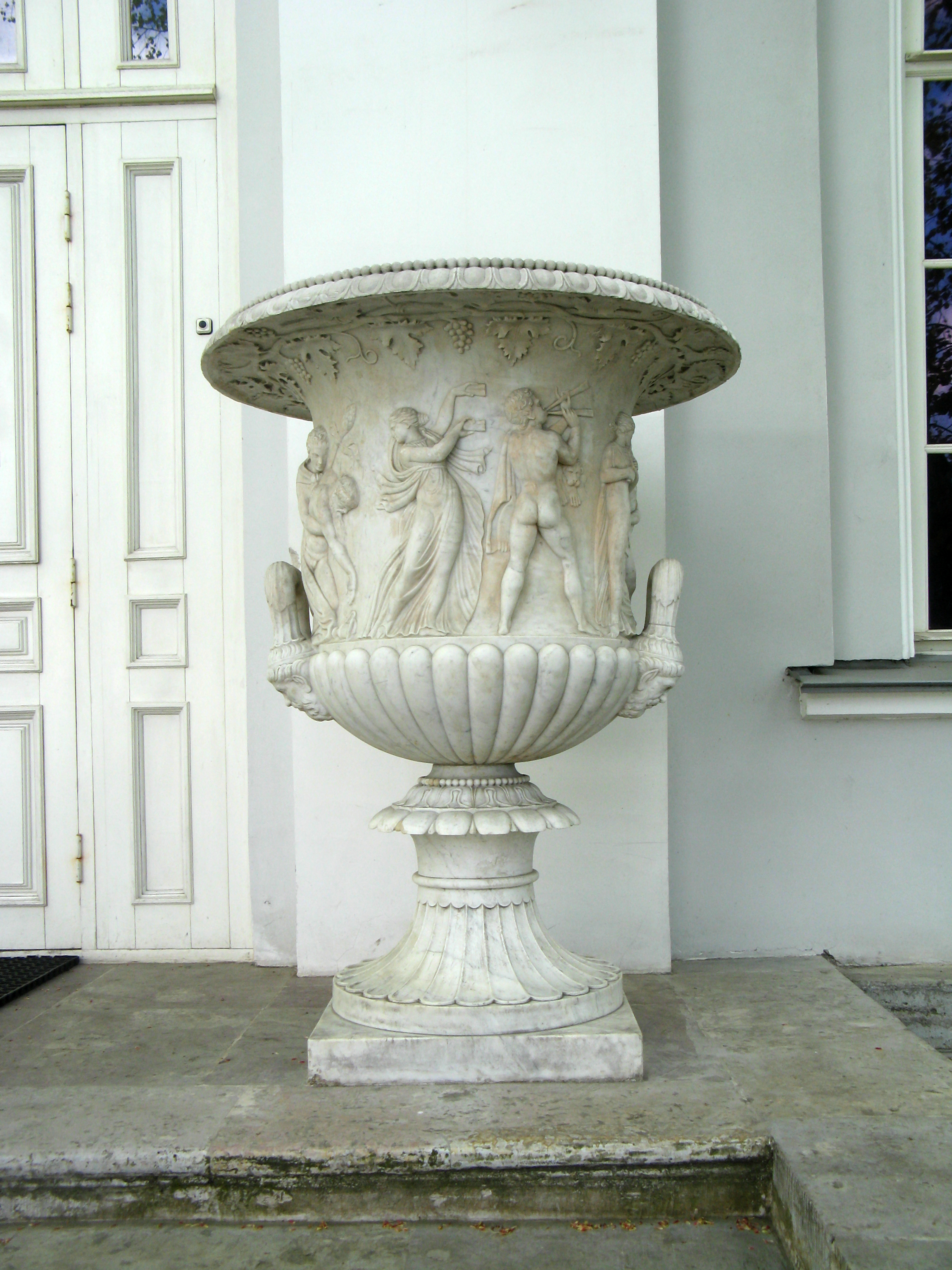
Копии Вазы Боргезе у входа
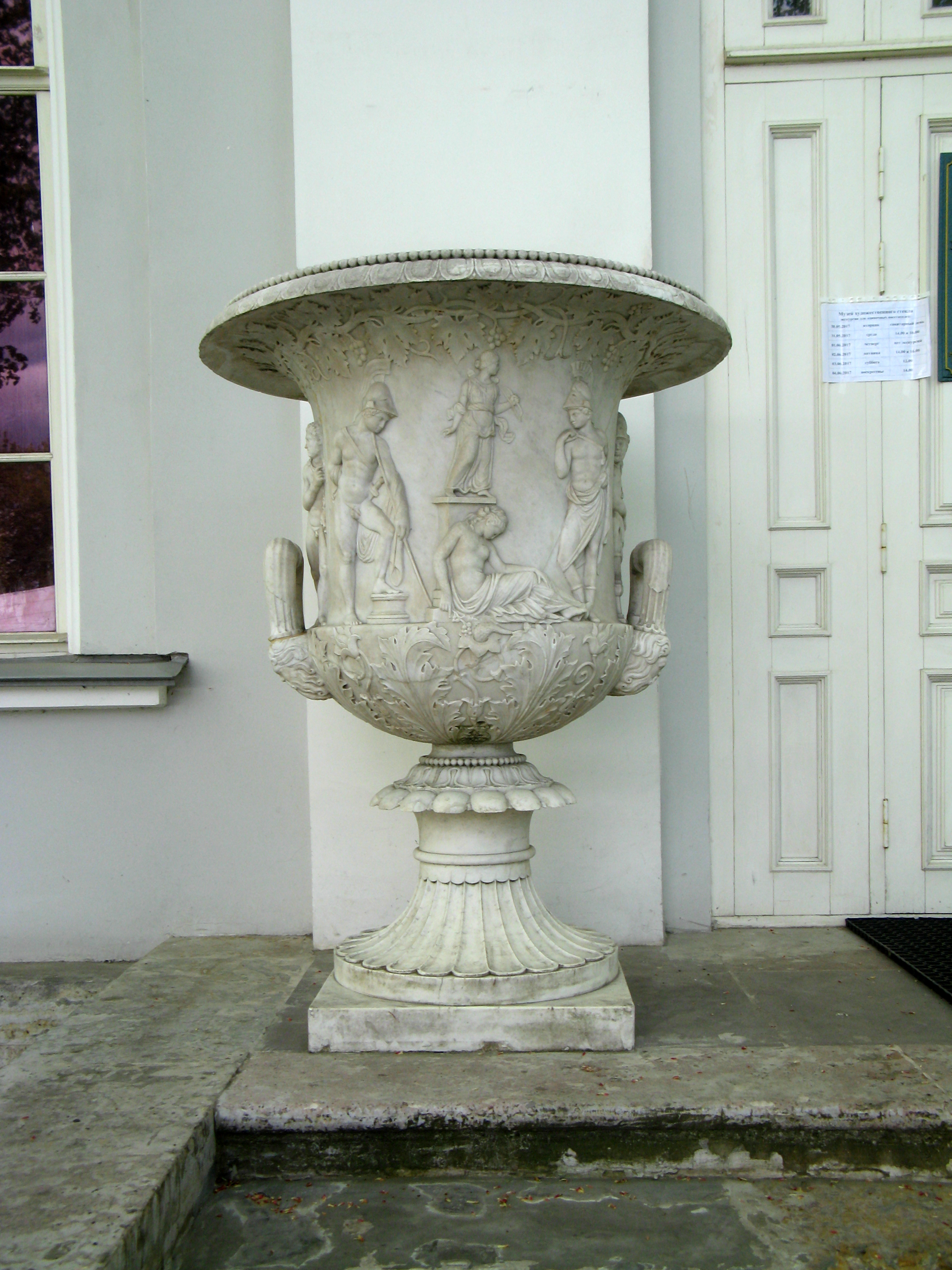
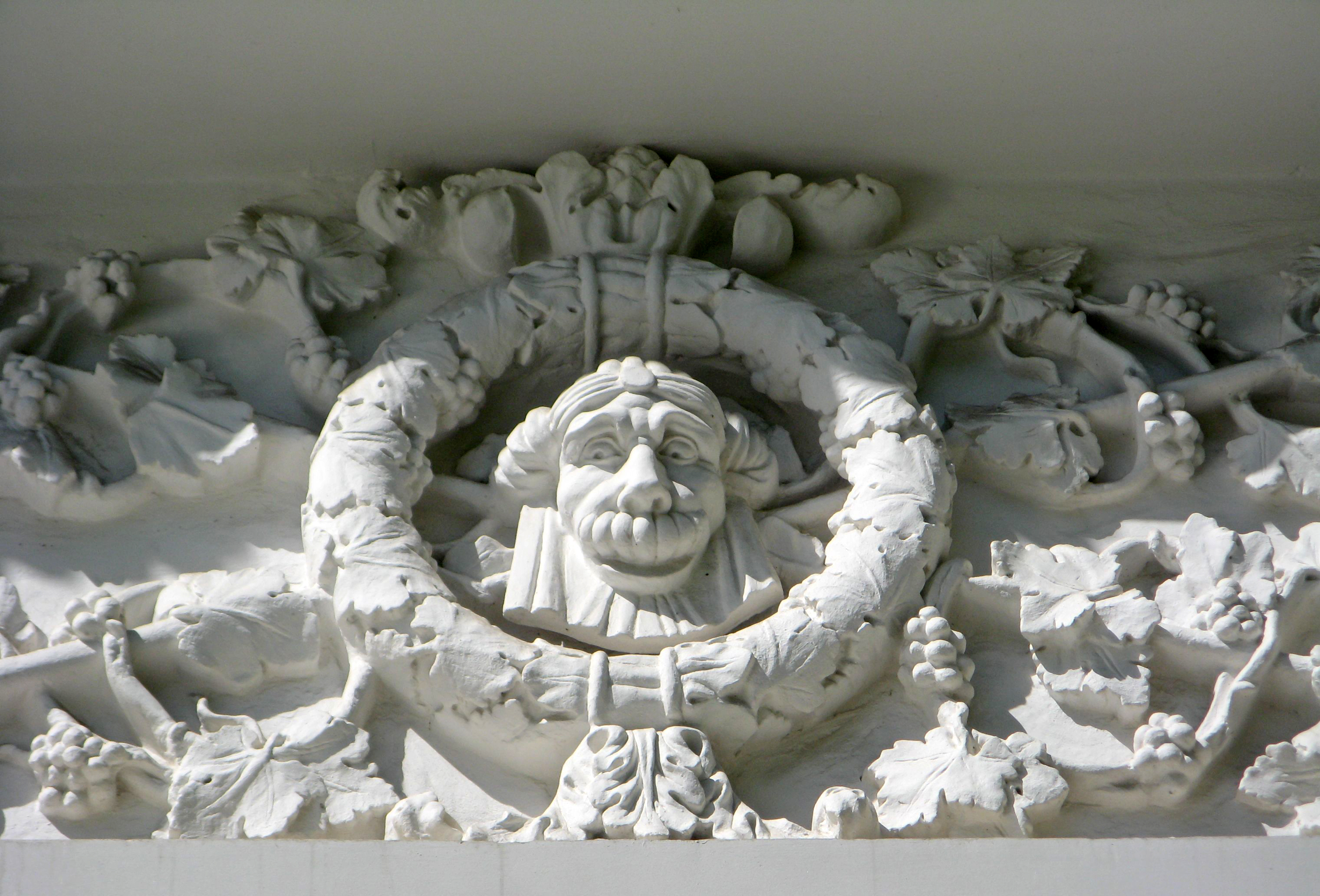
Лепной декор
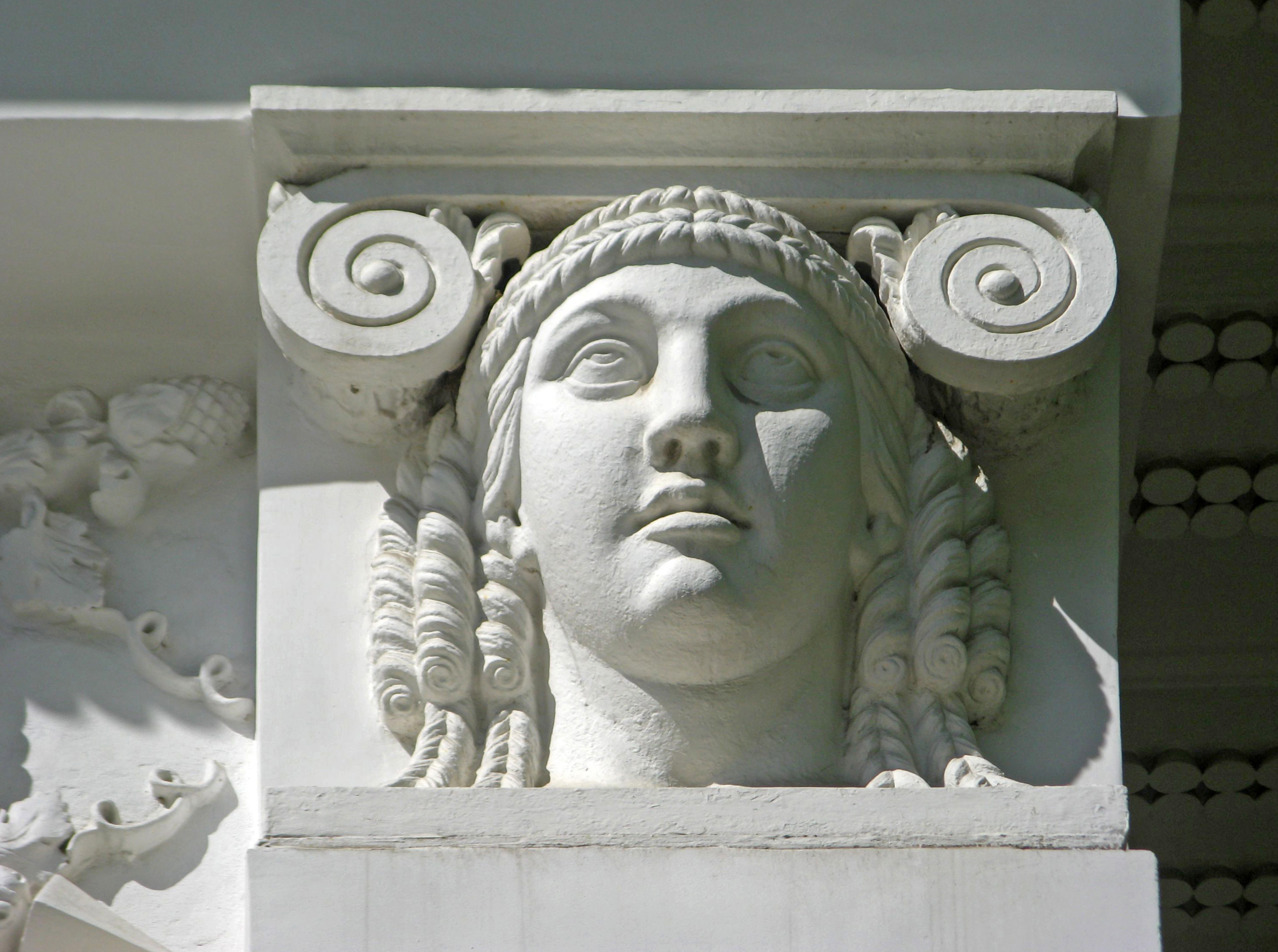
Маскарон фасада